# Euriale
Euriale (in greco antico: Εὐρυάλη?, Euryálē) è un personaggio della mitologia greca, una delle tre Gorgoni e rappresentava la perversione sessuale.

## Genealogia
Sorella di Medusa e Steno, era figlia di Forco e di Ceto.

## Mitologia
È l'unica delle tre sorelle ad avere dei sentimenti ed è spesso citata anche per il suo pianto stridente e specialmente dopo l'uccisione della sorella Medusa per mano di Perseo.
Secondo molti autori lei e Steno erano immortali, al contrario di Medusa. Nell'Eneide invece Virgilio scrive che tutte e tre le sorelle erano mortali.
I mitografi sono discordi nell'indicare il luogo dove vivesse, secondo Esiodo si trovava vicino al giardino delle Esperidi. mentre Erodoto suppone che vivesse nella Libia.

## Omonimia
Un'altra Euriale, figlia di Minosse, è la madre di Orione.

## Nella cultura moderna
- Euriale compare come boss nel gioco d'avventura God of War II dove, probabilmente proprio per la derivazione etimologica del suo nome, viene presentata come una creatura molto grassa dalle sembianze ofidiomorfe.
- Nel manga I Cavalieri dello zodiaco - Episode G Euriale viene affrontata e uccisa dal Cavaliere di bronzo Retsu della Lince, dopo essere riapparsa nel Sichuan.
- Nel videogioco mobile Fate/Grand Order Euriale è evocabile come servant di classe archer insieme alle sorelle ed è presente all'interno della storia nel capitolo ambientato nell'antica Roma
- Nel fumetto Martin Mystère le tre Gorgoni sono protagoniste di una storia uscita negli albi 397-398 della serie regolare.